# Лютьензе
Лютьензе (нем. Lütjensee) — община в Германии, в земле Шлезвиг-Гольштейн. 
Входит в состав района Штормарн. Подчиняется управлению Триттау.  Население составляет 3220 человек (на 31 декабря 2010 года). Занимает площадь 14,04 км².
Коммуна подразделяется на 3 сельских округа.